# 베칭

베칭의 위치

베칭(포르투갈어: Betim)은 브라질 미나스제라이스주의 도시로 면적은 342.85km2, 높이는 817m, 인구는 408,448명(2012년 기준), 인구 밀도는 1,176.6명/km2이다. 벨루오리존치 도시권에 위치하며 1938년 12월 17일 시로 승격되었다.